# Jolan Rieger

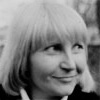
Jolan Rieger

Jolan Rieger (geb. Wendel; * 10. Oktober 1931 in Veliki Bečkerek, Jugoslawien) ist eine deutsche Diplom-Psychologin und Lyrikerin.

## Leben
Die heimatvertriebene Banatdeutsche Jolan Rieger lebt und arbeitet seit 1955 in Deutschland. Seit ihrem Diplom an der Universität zu Köln 1975 ist sie auf dem Gebiet der klinischen Psychologie tätig. Nebenbei entwickelte sie als Autodidaktin ihr Talent in der Malerei. In ihrem neoexpressionistischen und kraftvollen Malstil schafft sie bis heute mehrere hundert großformatige Exponate. Thematisch werden in ihren figurativen und farbenstarken Werken hauptsächlich Frauen- und Beziehungsproblematiken angesprochen. Seit 1996 hat sie sich zusätzlich auch der Lyrik verschrieben. Bisher sind 42 Buchbände erschienen, in denen sie in Gleichnissen zwischen Naturbeschreibungen und innerseelischen Abläufen aktuelle Fragen unserer Zeit anspricht.

## Veröffentlichungen (Auszug)

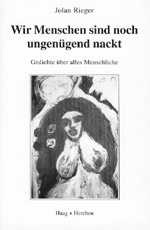
Buchcover mit einem Gemälde von Jolan Rieger

- Wir Menschen sind noch ungenügend nackt. Haag und Herchen-Verlag, Frankfurt am Main 1996, ISBN 3-86137-413-7. (Gedichte über alles Menschliche)
- Stets auf der Suche nach Leben. R.G. Fischer-Verlag, Frankfurt am Main 1996, ISBN 3-89501-397-8. (Gedichte über Seelenwirklichkeiten)
- Seelenrufe. R.G. Fischer-Verlag, Frankfurt am Main 1997, ISBN 3-89501-476-1. (Gedichte im Windhauch der Zeit)
- Die Himmel der Frühlinge. Mauer-Verlag, W. Kriese, Rottenburg a. N. 2001, ISBN 3-935121-65-2. (Gedichte)
- Die männermordende Frau. Mauer-Verlag, W. Kriese, Rottenburg a. N. 2003, ISBN 3-937008-41-1. (Falldarstellungen aus der Praxis einer Psychologin)
- Seelenlabyrinthe. Mauer-Verlag, W. Kriese, Rottenburg a. N. 2005, ISBN 3-938606-00-2. (Gedichte über die Vertreibung der Banater Deutschen nach dem Zweiten Weltkrieg)
- Seelenflüge. Mauer-Verlag, W. Kriese, Rottenburg a. N. 2006, ISBN 3-938606-22-3. (Gedichte und Texte am Puls der Zeit)
- Seelenwelten. In: Gedichten und Texten Mauer-Verlag, W. Kriese, Rottenburg a. N. 2007, ISBN 3-938606-44-4. (Die Seele in Dialektik)
- Im Gegenwind. Mauer-Verlag, W. Kriese, Rottenburg a. N. 2007, ISBN 3-938606-75-4. (Den Ruf der Zeit hören. Erlebnisbilder in Gedichten, Texten, Stimmungen)
- Sich selbst suchen. Mauer-Verlag, W. Kriese, Rottenburg a. N. 2007, ISBN 3-938606-74-6. (Gedichte, Texte, Stimmungsbilder)
- Bevor die Träume entschweben… . Mauer-Verlag, W. Kriese, Rottenburg a. N. 2008, ISBN 978-3-86812-119-3. (Gedichte, Texte, Stimmungsbilder)
- Die Macht der Liebe? Mauer-Verlag, W. Kriese, Rottenburg a. N. 2008, ISBN 978-3-86812-133-9. (Gedichte, Texte, Erlebnisbilder, Anekdote)
- Die Quanten kennen keinen Tod. Mein Freund, der schwarze Schwan… Mauer-Verlag, W. Kriese, Rottenburg a. N. 2009, ISBN 978-3-86812-629-7. (Gedichte, Texte, Stimmungs- und Erlebnisbilder)
- Erdgebundenheit und Transzendenz. Die Unsterblichkeit der Seele? Mauer-Verlag, W. Kriese, Rottenburg a. N. 2009, ISBN 978-3-86812-636-5. (Bilder der Seele in Gedichten und Texten)
- Warum gehen, wenn man fliegen kann? Gedichte, Texte, Erlebnis- und Stimmungsbilder Mauer-Verlag, W. Kriese Rottenburg a. N., 2010, ISBN 978-3-86812-213-8. (Gedichte, Texte, Stimmungs- und Erlebnisbilder)
- Die Seele, – eine Träumerin und eine Rebellin.... Gedichte, Texte, Erlebnis- und Stimmungsbilder Mauer-Verlag, W. Kriese, Rottenburg a. N., 2010, ISBN 978-3-86812-145-2. (Bilder der Seele in Gedichten und Texten)